# Mitopus koreanus
Mitopus koreanus is een hooiwagen uit de familie echte hooiwagens (Phalangiidae).